# Географія Албанії

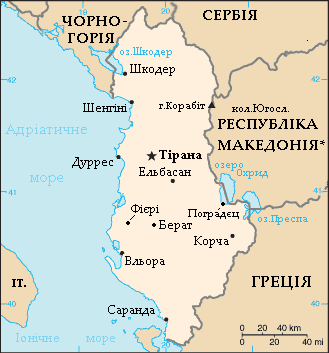
Мапа Албанії

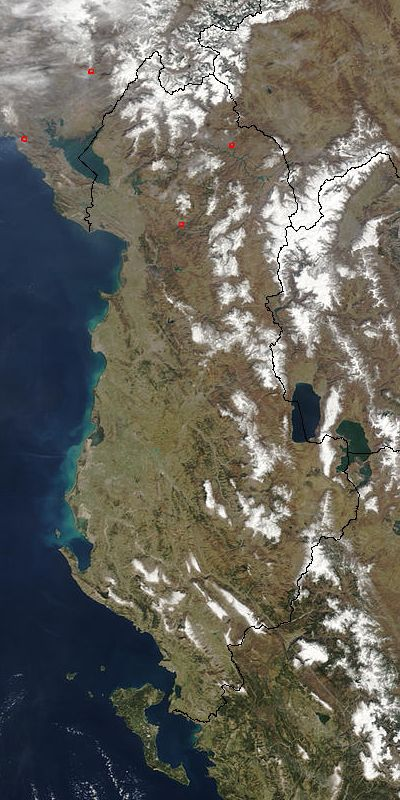
Компіляція супутникових знімків Албанії

Топографічна мапа Албанії

Албанія знаходиться на заході Балканського півострова. На південному сході і півдні межує з Грецією (довжина загального кордону — 282 км), на сході — з Північною Македонією (151 км), на півночі і північному заході — з Косовом (невизнаним більшістю світу колишнім, а нині незалежним сербським регіоном) (115) і Чорногорією (172 км). Омивається водами Адріатичного та Іонічного морів (берегова лінія — 362 км). Протока Отранто, завширшки 75 км, відділяє Албанію від Італії. Площа — 28 748 км² (140-ве місце у світі).
Територія країни витягнута у меридіональному напрямку приблизно на 340 км, а її максимальна ширина (у південній частині) складає 150 км На цій території проживає близько 2,8 млн осіб.
Кордони Албанії майже всюди проходять по природних кордонах – горах та озерах.
Її природні кордони обмежуються гірським масивом Проклетіє (або — Північно-Албанські Альпи) та Динарськими Альпами з півночі, на заході — хребтом Шар-Планина (або Шар-Даг). На півдні — гірським пасмом Пінд, чиє північне підгір'я лежить на території Албанії.
З західного боку країна омивається Адріатичним морем (протяжність морського кордону становить 472 км), а невеличка частина з південного заходу — Іонічним морем.

## Назва
Назва країни Албанія (алб. Shqipëri/Shqipëria; тур. Arnavutluk; грец. Αλβανία) має кілька версій походження:
- від іллірійського слова олба — поселення або алб — пагорб, невелика гора;
- від лат. alb (алб) — білий (найрозповсюдженіша, однак, найменш обґрунтована версія);
- від назви іллірійського племені арберів/арбенів/албанів.

Самоназва албанців — shqiptare (шкіптаре або шчіптаре), а країну вони називають — Shqipëria (Шкіперія або Шчіперія). За офіційною албанською версією, етнонім походить від слова шкіп (shqip), що означає орел. Таким чином, Шкіпрія означає Країна орлів. Існує албанська легенда про орла, що нагородив албанців силою, орел зображений на державному прапорі Албанії. Однак, більш обґрунтованою є версія про походження цього терміна від албанського слова шчіп — говорити зрозуміло, тобто ті, що говорять зрозумілим чином, зрозумілою мовою. Аналогічну етимологію мають багато самоназв народів, наприклад слов'яни.

## Розташування

### Крайні пункти
- На півночі — трохи північніше річки Кутса у муніципалітеті Мальосі. Координати — 42°39′55″ пн.ш. 19°43′57″ сх.д.
- На півдні — у місті Саранда з координатами 39°38′54″ пн.ш.  20°12′52″ сх.д.
- Західна точка — це острів Сазан, його координати — 40°30′35″ пн.ш.  19°16′32″ сх.д.
- Крайня східна точка Албанії з координатами 40°37′52″ пн.ш.  21°4′6″ сх. д. — у районі Девол, на березі озера Пресан.

Відстань між крайніми точками за моїми вимірами складають:
- З заходу на схід ~ 150,4 км
- З півночі на південь ~ 338 км

## Геологія

### Корисні копалини[2]
Надра країни і досить недостатньо розвідані, але відомі великі запаси хромовитих, залізонікелевих і мідних руд, відкриті поклади бокситів. Більш насичені рудними копалинами гори північно-східної частини країни. В південно-західній частині Албанії, на стику приморської низовини і гір — в зоні передгірського прогину зосереджені запаси нафти, газу, природного бітуму. Албанія багата цінними різновидами будівельного каміння, в тому числі на сході зустрічаються високоякісні сорти мармуру. На узбережжі, у мілководних лагунах добувають сіль із морської води.
Вздовж ліній тектонічних розломів маються виходи лікувальних мінеральних джерел. Особливо багато їх у районі Ельбасана і Пешкопії.
Корисні копалини Албанії за даними 1999 р.
| Корисні копалини       | Запаси        | Запаси   | Доля у світі |
| Корисні копалини       | Підтвердженні | Загальні | Доля у світі |
| Боксит, млн т.         | 12            | 15       |              |
| Залізні руди, млн т.   | 80            | 270      |              |
| Золото, т.             |               | 10       |              |
| Кобальт, тис. т.       |               | 23       |              |
| Мідь, тис. т.          | 725           | 1000     | 0,1          |
| Нікель, тис. т.        | 1000          | 3000     | 2            |
| Нафта, млн т.          | 18,1          |          |              |
| Природний газ, млрд м3 | 1,6           |          |              |
| Вугілля, млн т.        | 27            | 36       |              |
| Хромові руди, млн т.   | 8,6           |          | 0,2          |

Родовище нафти невеликі і відносяться до неогенової моласової депресії в Пріадріатичній западині. Поклади розкриті на глибині від 250 до 1700 м Як правило, залежи мають декілька нафтоносних горизонтів (продуктивна товща до 300 м). Нафта в основному важка (щільність 935—1018 кг/м3, смолиста, з домішками сіри, відсоток якої іноді перевішує 6 %.
Родовище природного газу також невеликі.
Родовище природних бітумів — Селеница, що розмішені східніше Вльора. Загальні запаси близько 2 млн т.
Албанія має невеликі запаси вугілля, головним образом бурого. Можна виділити три основних вугленосних району: Центральний або Тиранський (Крраба, Гаюшу та ін), Східний (Мемаліай) і Південно-Вхідний (Сбор'я, Дренова). Вугілля перехідне від бурого до кам'яного, схильний до самозаймання.

## Рельєф[3]
Невеличка за територією Албанія відрізняється різноманіттям природних ландшафтів, що обумовлено, зокрема, великою амплітудою висот. Це переважно гірська країна. Молоді складчасті гори, помережані тектонічними западинами, займають більшу частину сходу країни.
Близько  3∕10 її території лежить у найсприятливішому для господарської діяльності поясі — нижче 300 м над рівнем моря.
На півночі здіймаються Північно-Албанські Альпи. Вони складаються з вапняків і доломітів, в які врізані глибокі долини річок. Північно-Албанські Альпи — один з найменш доступних гірських масивів країни. Висота деяких гір більша за 2500 метрів. Найвища точка — гора Езерца — 2692 м Північно-Албанські Альпи обриваються на південь до річки Дрин уступами, річка проривається крізь гори по ущелині глибиною декілька сотень метрів.
Південніше, між річками Дрин і Деволі лежить обширна система Центральних гірських масивів Албанії, що досягають у висоту 2000—2400 метрів. Вони розчленовані глибокими долинами численних приток річок Дрин, Маті, Шкумбіні. Зі сходу Центральні гірські масиви обмежені тектонічними западинами, по яким тече р. Чорний Дрин. Одну із западин займає Охридське озеро. Південніше Чорного Дрина, на кордоні із КЮР Македонією, в хребті Корабі знаходиться найвища точка всієї Албанії — гора Кораб з максимальної висотою 2764 м над рівнем моря. На південному сході країни розміщуються декілька котловин, серед яких найбільші — це Корчинська та Колон'я.
Між гірською східною та пониженою західною частинами Албанії розташовуються вузькі гірські ланцюги Круя — Дай-ті, Скандерберг (до 1600—1700 м висоти) та інші.
Там, де гірська підкова зі сніжними вершинами розступається, лежить приморська горбиста рівнина Албанії. Вона має в довжину близько 200 км (від  озера Скадарського на півночі до Вльорської затоки на півдні), а ширину — не більше 20 — 30 км Не зважаючи на це, вона є найпониженішою областю уздовж західного узбережжя всього Балканського півострова.
Південна частина Албанії переважно зайнята невисокими вапняковими хребтами, що простягаються переважно із південного заходу на південний схід. Висота окремих вершин близько 2000 м (наприклад — гора Тартар — 1946 м, або Квендервіче — 2122 м)
В південній частині Албанії у багатьох місцях гори майже впритул підходять до моря. Береги тут круті, слабо порізані. Там, де гори трохи відступають від моря, низова прибережна вузька смуга, захищена хребтами від холодних північно-східних зимових вітрів, інтенсивно використовується людиною. На ній вирощують субтропічні культури. На крайньому півдні, недалеко від кордону із Грецією лежить невеличка рівнина із заболоченим озером Бутринті.

### Узбережжя

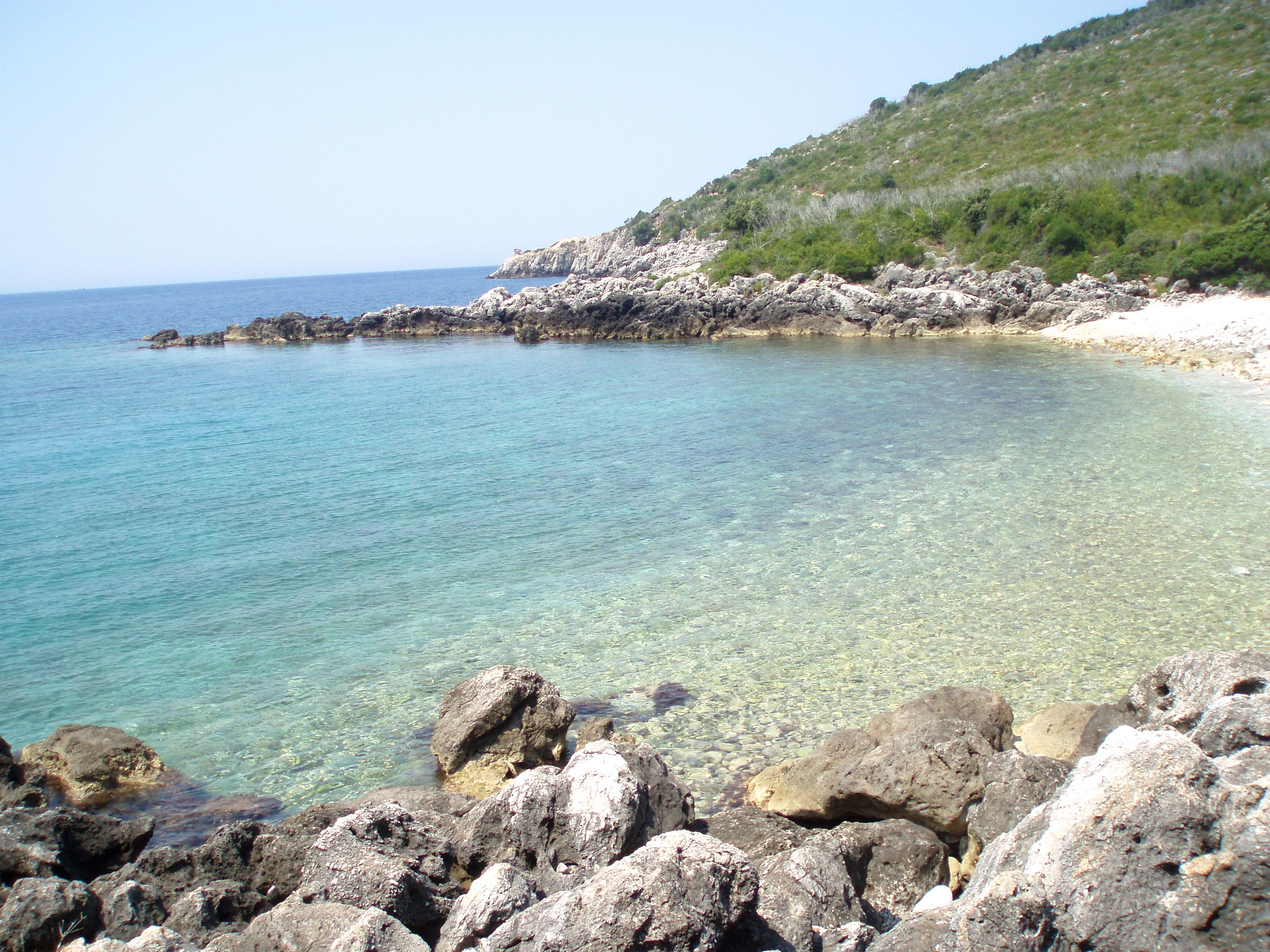
Узбережжя в Хімара

## Клімат[3]
Албанія знаходиться в континентально-середземноморській області субтропічного кліматичного поясу. Як і інші країни Середземномор'я, для Албанії у примор'ї характерне тепле, сухе літо (липень +25 °C) і м'яка, волога зима (січень +5 °C). Денні температури в басейнах річок і річних долинах дуже високі, але ночі майже завжди прохолодні, через високу денну амплітуду температур.
В західній частині країни, яка знаходиться під впливом теплого морського повітря від Адріатичного і Іонічного морів характеризується більш помірні температури відносно іншої території Албанії.
Наприклад, Саранда на південному узбережжі має середню температуру на добу близько 24 °C у червні і близько 9 °C у січні.
У гірських районах клімат більш континентальний, з вертикальною зональністю.
У східній частині країни, під впливом континентального повітря та великих висот можна спостерігати м'яке літо і холодну зиму з морозами до -20 °C.
В Албанії випадає більше опадів, ніж у більшості інших областей Європи (від 800—1000 мм. За один рік в західній пониженій зоні до 1500—2500 мм в горах). Але через різку нерівномірність в посезонному розподілі опадів (влітку випадає лише близько 1∕10 від річної кількості, а взимку — 40 %) для отримання на прибережній рівнині і в між гірських котловинах високих і стабільних врожаїв використовують штучне зрошення.
Високі добові температури протягом суттєвої частини року (число днів з температурою більше 10°С на приморській рівнині місцями перевищує 300) сприятливі для багатьох культур, в тому числі і для субтропічних плодових насаджень. Тривалий вегетаційний період дозволяє в рівнинних районах збирати по два врожаї на рік.
Південно-західна частина країни часто страждає від посухи.

## Гідрографія[4]
Як було зазначено раніше, Албанія із заходу омивається Адріатичним морем, з південного заходу — Іонічним, а на її території протікає велика кількість річок, що мають важливе значення для населення та сільського господарства.
Загальний об'єм поновлюваних водних ресурсів країни становить 41,7 км3 (за даними на 2001 рік), з яких на рік споживається 1,71 км3 (27 % на комунальні, 11 % на промислові і 62 % на сільськогосподарські потреби).

### Моря, що омивають
Албанія має вихід до Адріатичного та Іонічного морів.
Загальна довжина адріатичного узбережжя Албанії становить 406 км, з них 396 км — довжина материкового узбережжя, а 10 км — довжина узбережжя островів.

#### Адріатичне море
Адріатичне море є напівзамкнутим; це частина Середземного моря. Розташовується між Апеннінським і Балканським півостровами. Загальна площа моря близько 132 тис. км2. На півдні протокою Отранто з'єднується із Іонічним морем. Ширина сягає від 93 до 222 км, а довжина — 820 км
Узбережжя Балканського півострова являє з себе низку затоплених морем долин, що йдуть паралельно берегу (далматинський тип узбережжя), що зумовлює наявність значної кількості малих і великих островів, найбільші з яких належать Хорватії. Найбільший з таких островів, що належить Албанії — це острів Сазані площею 5,7 км2.
Великі затоки: в Албанії — це Дринська затока на північно-західному узбережжі та Вльорська.
Дно представляє собою ложбину з плавним уклоном із північного заходу на південний схід. Глибина у північній частині моря становить 20–65 м, а середній 100—170 м, на південному сході — до 1589 м (це найбільша глибина Адріатичного моря).
Ґрунт складено форамініферовими пісками і мулами, у берегів — галькою, гравієм та піском.
Клімат має середземноморські ознаки, але під впливом особливостей навколишньої сущі суттєво відрізняються від клімату Середземного моря. Характерні місцеві вітри (містраль, сіроко, бора), котрі оказують значний вплив на температуру повітря. У лютому середня температура становить від 5°С на півночі до 10°С на півдні, а у тримається від 24°С на півночі до 26°С на півдні.
Зима характеризується великою хмарністю і суттєвими опадами (60–70 % річної кількості). Влітку переважає ясна, сонячна погода, бризи добре виражені.
Гідрологічний режим визначається кліматом і материковим стоком в північну частину моря. Поверхневі течії утворюють циклональний круговорот: вздовж північно-східного берега моря на північний-захід рухаються середземноморські води, вздовж південно-західного берега у зворотному напрямку — адріатичні води.
Температура води на поверхні: у лютому від 7°С на півночі до 13°С на півдні, у серпні від 24 до 26°С.
Солоність у берегів Албанії — до 38 ‰. В глибинних шарах температура води 12,5°С, солоність від 38 до 38,58 %. Припливи змішані, їх розмір від 1,2 м.
Вдалий вихід до моря створюють сприятливі передумови для розвитку морського транспорту і риболовлі (сардини, скумбрієві). Море вздовж більшої частини берегів Албанії мілководне. Для стоянки кораблів найсприятливіша глибока і добре захищена від вітрів Вльорська затока. Важливі порти, що належать Албанії — Дуррес, Вльора.
На узбережжі є і декілька мілководних заток — лагун, майже відокремлених від моря піщаними перемичками.
Адріатичне море має надзвичайно багату флору і фауну. У морі росте більше 700 видів водоростей (червоні, бурі, зелені). У прибережній території безліч видів двостулкових і черевоногих молюсків, ракоподібних і голкошкірих. На мілководді мешкають морські огірки, устриці, невеличкі краби, морські їжаки, мідії, морські блюдечка. В заростях водоростей мешкають морські коники. На великій глибині плавають великі ракоподібні — великі краби, омари, морські зірки, восьминоги, мурени, запливають вугрі і каракатиці. Вода насичена молоддю риб і планктоном. Велика кількість пеламід, скумбрії, тунця, сардин, макрель-фрегат і макрель скумбрійовидна. Течіями приносить безмежну кількість гідроїдних поліпів, прозорих медуз, ніжних. Окрім того поширені колючі, блакитні, карликові акули, морська лисиця. На великій глибині можна зустріти ліхтарну колючу акулу, або, навіть (дуже рідко) Cetorhinus maximus (велетенську акулу). В  Адріатичному морі мешкають і ссавці (тюлень-монах  і дельфіни, які знаходиться під загрозою зникнення.

#### Іонічне море
Іонічне море — теж частина Середземного моря, що через протоку Отранто поєднане із Адріатичним морем. Омиває невеличку частину південно — західного узбережжя Албанії.
Площа Іонічного моря складає 169 км2. Максимальна глибина — 5121 м. Саме тут, у цій точці знаходиться максимальна глибина не лише Іонічного, але і всього Середземного моря.
Дно має форму котловини, покрите осадками — переважно мулом, а ближче до берегів — мулистий пісок, пісок та ракушняк. Береги Іонічного моря сильно розчленовані.
Діапазон зміни температур води — від 14 °C у лютому до 25,5 °C у серпні. Біля дна температура води становить близько 13 °C. Солоність перевищує 38 ‰.
Припливи напівдобові. Поверхневі течії мають швидкість близько 1 км∕год і створюють циклональний круговорот.
Албанія має тут великий порт у місті Саранда.
Тут добре себе почувають такі види риб, як: скумбрія, червоний тунець, кефаль, камбала.

### Річкова система[5]
Країну пронизує система річок. Практично всі ці річки впадають до Адріатичного моря. Єдина річка, що впадає в Іонічне море — Бистриця.
Річки гірські, з глибокими долинами — ущелинами, великою швидкістю течії. Лише в низовинах, на рівнинах, долинах широкі уклони русел різко зменшуються.
Живлення річок переважно дощове, весною — снігове. Сток досить нерівномірний: найбільша водність взимку, коли на рівнинах річки сильно розливаються, тим самим суттєво збільшуючи заболоченість приморських районів; в літній період, коли потрібне зрошення сільськогосподарських угідь, річки сильно міліють або пересихають.
Найбільша річка — Дрин (її довжина складає 280 км), що утворюється при злитті Білого і Чорного Дрина, котрі беруть початок за територією країни. У північній частині країни вони зливаються біля міста Кукес. Площина басейну річки складає 12,6 тис. км2. Середній виток води — 290 м3∕с.
Якщо рахувати довжину від злиття притоків до гирла — то довжина складатиме 148 км.
На приморській низовинні, поруч з містом Шкодер річка Дрин ділиться на два рукава. Короткий (довжиною 15 км) і широкий північний рукав, що називається Великим Дрином, вливається в виникаючу із Скадарського озера річку Буна. Південний рукав впадає в Дринську затоку Адріатичного моря.
Осінньо-зимова повінь призводить до затоплення та заболочення неземних районів у місті Шкодер.
Інші великі річки: Маті, Шкумбіні, Семані і Вьоса.

### Озера[5]
Частково на території Албанії розміщуються три тектонічних озера: Преспа, Охридське і Скадарське.
Вздовж узбережжя знаходиться велика кількість озер лагунного типу, найбільші з яких — Бутринті, Каравастая і Нарта.
Крім того, маються невеликі гірські льодовикові (Комані) і карстові озера, а також водосховища на річках Дрин (Фієрза), Маті (Ульза), Семані (Суріззі).

#### Скадарське озеро
Скадарське озеро є найбільшим озером не тільки Албанії, але і всього Балканського півострова. Знаходиться на території Чорногорії та Албанії. На захід і південний захід знаходяться гори Динарського нагір'я, на північ простягаються заболочені береги і рівнина (це — територія Чорногорії). Площина водної поверхні складає близько 390 км2, але може збільшуватись аж до 530 км2 під час зимового половіддя. Середня площина складає 475 км2, з яких лише 1∕3 належить територіях Албанії
Вважається, що озеро було сформовано шляхом розчинення вапнякових порід в тектонічному басейні в третинний або четвертинний період і раніше було затокою Адріатичного моря, а зараз відділено від нього алювіальним перешийком.
Сумарна довжина берегів складає 168 км, з яких 57,5 км в Албанії.
В північно-східній частині озера знаходиться довга затока Хотит, до якої підступає передгір'я масиві Проклєттє. Південні берега озера пологі і також заболочені.
Рукави дельти річки Морачи створюють багато островів, всі вони знаходяться впродовж чорногорського узбережжя. Вздовж албанського (південного) узбережжя таких островів немає.
Озеро знаходиться у криптодепресії — деякі ділянки дну розташовані нижче рівня моря. Називаються такі місця «очима», їх в озері нараховується приблизно 30 штук. Максимальна глибина озера складає 60 метрів і знаходиться в одному з таких «очей» — Радус. Середня глибина озера — 6 м.
Озеро має водозбір площиною 5490 км2. В нього впадають 6 річок. Сток води з озера до Адріатичного моря через річку Буна довжиною близько 40 км, про котру вже йшла мова трохи раніше і складає 320 м3∕с.
Клімат в районі озера середземноморський, з м'якими і дощовими зимами. Середня січнева температура складає 7,3 °C. Літо сухе і гаряче, повітря нагрівається більше, ніж до 40 °C, вода — більше 27 °C. Середньорічна температура 14,9 °C.
На озері діє судноплавство. Основні зайняття населення — риболовство, сільське господарство, полювання та туризм.

#### Охридське озеро
Ще одне озеро в Албанії — Охридське. Воно вважається найдавнішим та найглибшим озером Балканського півострова. Розділено між Північною Македонією та Албанією. До останньої належить лише 1∕4 території озера.
Належить до групи басейнів, що утворилися внаслідок геотектонічного прогину, що пройшло близько п'яти млн років потому на західній стороні Динарських Альп. Лише декілька озер у всьому світі мають подібне походження, найвідоміші з них — Байкал і Танганьїка.
Площа водозбору озера становить до 2600 км2. Озеро живиться, перш за все, від підземних джерел на східному узбережжі (це близько 50 % всього водотоку). Крім того, близько 35 % надходить від річок і атмосферних опадів, а трохи більше 20 % поступає із сусіднього озера Преспа, що знаходиться за 10 км на південний схід, так як урез води в ньому на 150 м вищий, ніж в Охридському озері, а тому вода з Преспи проникає крізь підземні карстові шляхи. Уходить вода з озера Охрид завдяки випаровування (близько 40 %) і через єдину витікаючи річку Дрин, яка тече на північ, через Албанію, зливається із Білим Дрином і утворює річку Дрин.
Через направлення вітрів і обертання Землі вода на поверхні озера тече, в основному, проти годинникової стрілки уздовж узбережжя. З погляду вертикального водообміну, в зимовий, холодний період значно переважає конвективне змішування. Та навіть тоді тільки верхні 150—200 метрів води змішуються, а шари нижче цього рівня залишаються стабільними по своїй мінералізації.
Одним з найпомітніших властивостей озера є його ендемізм. Ендемічні види займають все харчове коло, від фітопланктонна, рослин, зоопланктону, карпових та хижих риб і різноманіття ендемічної природної фауни (176 видів).

#### Преспа
Преспа — це система з двох прісноводних озер на сході Албанії. Від загальної площини озер 38,8 км2 належить Албанії. Ці озера — найбільш високо розміщенні тектонічні озера на Балканському півострові (853 м над рівнем моря).
Озеро Велика Преспа поділено між Албанією, Грецією та КЮР Македонія. Мала Преспа — між Албанією і Грецією.
Завдяки своєму розташуванню вище Охридського озера, ці озера беруть участь у насиченні того водою, про що йшлось вище.

## Ґрунти
На рівнині переважно бурі ґрунти.

## Рослинність[6]
У ґрунтово-рослинному покриві яскраво виражена вертикальна поясність. На заході країни, до висоти 400—500 м, а місцями і вище, розміщений пояс карбонатних і лугових ґрунтів з вічнозеленою шорстколистої рослинністю (кущі типу маквис, а також самшитові, шибляк, держи-дерево, ожина). Однак, тут на великих просторах природний рослинний покрив замінено культурними насадженнями. Вище — до 900—1000 м — ростуть дубові ліси з домішками граба.
У верхній частині лісового поясу переважають бук і в меншому відсотку — сосна. Ґрунти тут гірські світло-бурі та бурі лісові. Лісами зайнято більше 2∕5 території, але ділову деревинну можна отримати лише з 1∕4 цієї площини. Лісовий пояс на висоті 1400—1900 м змінюється поясів субальпійських лугів, особливо поширених на півдні країни. Ці луги широко використовуються для пасовищ з травня по жовтень.
На поверхні Скадарського озера ростуть звичайні, прикріплені та плаваючі макрофіти: південний очерет, очерет, кубушка жовта, латаття біла, рогіз вузьколистий, уруть, рдест, чилім, роголістнік. Представлено близько 7 видів фітопланктону, зоопланктону та бентосу.
Збезлісення та ерозія ґрунтів, які спільно з інтенсивним випасом худоби (особливо кіз) погано відображаються на лісовідновленні. Це — одна з головних екологічних проблем країни.

## Тваринний світ[3]
Тваринний світ сильно винищений. Дикі тварини перемістились до малонаселених гірських районів з достатніми запасами поверхневих вод. Там ще водяться вовки, бурі ведмеді, олені, рисі та шакали, а також дикі кабани, тхори, лісові кішки, куниці та козулі.
У 1990-х роках в Албанії ухвалено низку законів, що регулюють полювання і створення заповідників для захисту диких тварин, що залишилися.
Рептилії представлені зміями (гадюки та вужі) та ящірки. Іноді можна зустріти веретеницевих геконів та черепах.
На узбережних районах водиться багато водоплавних птахів. М'який клімат приморських районів приваблює велику кількість перелітних птиць, таких як ластівки, лелеки, чаплі, качки, гуси та пелікани.
У водах адріатичного моря водиться багато кефалі та сардини, а в гірських озерах і річках плаває форель.
Скадарське Озеро насичено рибою та водоплавними птахами. Багато прісноводних вугрів, благородних лососів, плотви, кефалі, коропів, уклейки та ін.
Птахи Скадарського озера представлені не менше ніж 26 видами, особливо виділяється малий та великий баклан. У зимовий період сюди емігрують більш як 200 тис. птахів.

## Охорона природи
Тривалий теплий і сухий період року у сполученні з приморськими піщаними пляжами албанської «Рив'єри», достатком фруктів, а також з розміщеним неподалік від моря живописними гірськими джерелами створюють сприятливі передумови для розвитку рекреації та туризму.
Тепле море, гарна та сонячна погода більшу частину року вкупі з піщаним узбережжям дають великий потенціал для розвитку туризму. До купи — надзвичайної краси гори із льодовиковими озерами, які не поступаються в красі норвезьким. Якщо додати до цього і відносну дешевизну проживання та харчування навіть порівняно із охопленою кризою Грецією, то можна зрозуміти, що це дуже перспективний напрямок у туризмі.
У 2001 році на було створено перший у країні морський національний парк Карабурун-Сазан.
Наразі на території Албанії створено 15 національних парків, 5 природних зон під захистом, 4 резервації диких територій, 26 природних заповідника та інші заповідні території.
Найбільший національний парк Албанії це Шебенік-Ябланіца. Створений у 2008 році, він охоплює територію у 339,28 км² на кордоні з Македонією, трохи північніше Охридського озера. Тут оселились тварини, які перебували на грані зникнення у Албанії: бурий ведмідь, сірий вовк, козиця звичайна, дикий кабан, річкова видра, беркут, глушець, орябок та багато інших. Також тут збереглась різноманітна флора, в тому числі: верба пурпурова, клен звичайний, береза повисла, ялиця біла та інші.
Цей парк, як і багато інших пронизані пішохідними доріжками та маршрутами для туристів, що дозволяє говорити про намір влади та муніципалітетів розвивати рекреаційний туризм.

## Вплив природних умов на устрій, економіку, політику
Близько 3∕10 її території лежить у найбільш сприятливому для господарської діяльності поясі — нижче 300 м над рівнем моря. Це — приморська низовина.
В південній частині Албанії у багатьох місцях гори майже впритул підходять до моря. Береги тут круті, слабо порізані. Там, де гори трохи відступають від моря, низинна приморська вузька смуга, захищена хребтами від холодних північно-східних зимових вітрів, інтенсивно використовується людиною. На ній вирощують субтропічні культури.
Високі добові температури протягом суттєвої частини року (число днів з температурою більше 10 °C на приморській рівнині місцями перевищує 300) сприятливі для багатьох культур, в тому числі і для субтропічних плодових насаджень. Тривалий вегетаційний період дозволяє в рівнинних районах збирати по два врожаї на рік.
Різке падіння з великих висот і сезонні коливання потоку річок, які характерні майже для всіх потоків у країні зменшують економічну цінність потоків. Вони руйнують гори і несуть мул. Коли землі країни пересихають і потребують зрошення, річки, як правило, сухі. В той же час взимку і весною потік так сильно збільшується, що його стає складно контролювати і річки затоплюють, заболочують суходіл. Річки несудохідні (за винятком річки Буна, де на невеликій ділянці можливе переміщення малих суден).
Вдалий вихід до моря створюють сприятливі передумови для розвитку морського транспорту і риболовлі. Море вздовж більшої частини берегів Албанії мілководне. Для стоянки кораблів найбільш сприятливий глибока і добре захищена від вітрів Вльорська затока. На узбережжі є і декілька мілководних заток — лагун, майже відокремлених від моря піщаними перемичками.
За структурою земельних угідь Албанії відрізняється від більшості інших держав Європи високою долею лісів і пасовищ та низьким відсотком сільськогосподарських земель. Майже 1∕10 території — це непродуктивна площина.
Спостерігаються велика порайонна різниця в структурі земельних угідь. В рівнинній та пагорбкуватій зоні на заході, що займає близько 1∕4 країни зосереджено більше половини всієї сільськогосподарської площі. На інших територіях переважають пасовища та ліса. В північних гірських районах обробляється не більше 2—3 % території.
Албанський народ здавна займається скотарством відгоного типу з вертикальним зональним кочуванням: влітку кози та вівці пасуться на високогірних альпійських лугах, а зимою — в долинах. Скотарське господарство в гірській місцевості й досі — основне джерело доходу разом із землеробством.
На рослинництво приходиться 2∕3 продукції. Для розширення посівних площ проводяться іригаційні роботи.
Особливе значення для країни мають маслини. Вони належать до основних харчових продуктів албанської кухні. Дерева маслин добре себе почуваються на півдні країни у невисоких горах (100—300 м над рівнем моря)
Країна покриває власні потреби у нафті за рахунок добутку (1 млн т. у 2011 році) та експортує її (до Італії на Іспанії) через власні морські порти.
Невеличка за масштабами електроенергетика країни базується головним шляхом на використанні гідроенергоресурсів річок.